# Погосян Степан Карапетович
Степан Карапетович Погосян (10 лютого 1932, село Агакчі Талінського району, тепер село Зовасар, Вірменія — 17 травня 2012, місто Єреван, Вірменія) — вірменський радянський діяч, 1-й секретар ЦК КП Вірменії. Депутат Верховної ради Вірменської РСР 6—11-го скликань. Член ЦК КПРС у 1990—1991 роках. Член Політбюро ЦК КПРС з 11 грудня 1990 по 26 липня 1991 року. Доктор історичних наук.

## Життєпис
Народився в родині колгоспника. Трудову діяльність розпочав у 1949 році колгоспником у селі Агакчі Талін Талінського району Вірменської РСР.
У 1950—1955 роках — студент історичного факультету Єреванського державного університету.
У 1955—1958 роках — секретар комітету комсомолу Єреванського державного університету.
Член КПРС з 1956 року.
У 1958—1959 роках — заступник завідувача відділу пропаганди і агітації ЦК ЛКСМ Вірменії.
У 1959—1962 роках — 2-й секретар, 1-й секретар Єреванського міського комітету ЛКСМ Вірменії.
У лютому 1962 — 21 січня 1963 року — секретар ЦК ЛКСМ Вірменії.
21 січня 1963 — 30 вересня 1967 року — 1-й секретар ЦК ЛКСМ Вірменії.
У вересні 1967 — грудні 1970 року — 1-й секретар Араратського районного комітету КП Вірменії.
3 грудня 1970—1978 роках — голова Державного комітету Ради міністрів Вірменської РСР із телебачення та радіомовлення. У 1978—1988 роках — голова Державного комітету Вірменської РСР із телебачення та радіомовлення.
У 1988—1990 роках — директор Державного інформаційного агентства при Раді міністрів Вірменської РСР (Вірменпрес).
З січня по серпень 1990 року — голова Державного комітету Вірменської РСР у справах видавництв, поліграфії та книжкової торгівлі.
16 серпня 1990 — 1991 року — 1-й секретар Єреванського міського комітету КП Вірменії.
Одночасно 18 серпня — 30 листопада 1990 року — секретар ЦК КП Вірменії.
30 листопада 1990 — 14 травня 1991 року — 1-й секретар ЦК КП Вірменії.
З липня 1991 року — на пенсії в Єревані.
Помер 17 травня 2012 року в місті Єревані. Похований 20 травня 2021 у Пантеоні ім. Комітасу в Єревані.

## Нагороди і звання
- орден Трудового Червоного Прапора
- орден «Знак Пошани»
- медаль «За заслуги перед Вітчизною» (Вірменія) І ст. (Вірменія)
- медаль Мовсеса Хоренаці (Вірменія)
- медалі
- Державна премія Вірменської РСР (1988)